# Fishers
Fishers is een plaats (town) in de Amerikaanse staat Indiana, en valt bestuurlijk gezien onder Hamilton County.

## Demografie
Bij de volkstelling in 2000 werd het aantal inwoners vastgesteld op 37.835.
In 2006 is het aantal inwoners door het United States Census Bureau geschat op 61.840, een stijging van 24005 (63.4%).

## Geografie
Volgens het United States Census Bureau beslaat de plaats een oppervlakte van
56,4 km², waarvan 56,2 km² land en 0,2 km² water. Fishers ligt op ongeveer 226 m boven zeeniveau.

## Plaatsen in de nabije omgeving
De onderstaande figuur toont nabijgelegen plaatsen in een straal van 16 km rond Fishers.